# Samuel Stern
Samuel Stern è una serie a fumetti incentrata sul personaggio omonimo, ideato da Gianmarco Fumasoli e Massimiliano Filadoro, e pubblicata dal 2019 dalla casa editrice Bugs Comics. Il protagonista è un librario scozzese che vive ad Edimburgo, dotato di una particolare abilità di entrare in contatto con i demoni che prendono possesso degli esseri umani.

## Storia editoriale
Presentato ufficialmente in occasione di Cartoomics 2019, il progetto è ideato da Gianmarco Fumasoli e Massimiliano Filadoro, con la collaborazione di Paolo Altibrandi, ideatore del logo, e Fabrizio Des Dorides, ideatore del character design e delle location. Le prime cinque storie sono scritte da Fumasoli e Filadoro, ma successivamente altri sceneggiatori si aggiungono al team e gli stessi disegnatori sono numerosi in quanto ogni albo sarà realizzato da uno diverso.
Alla domanda riguardo che tipo di horror i lettori si devono aspettare, Fumasoli risponde: La nostra intenzione è realizzare un fumetto di intrattenimento, dove i mostri e gli orrori, pur soprannaturali, siano reali, fatti di carne, sangue, nervi, viscere e legamenti. Samuel ha a che fare con i demoni, ma in un mondo reale. Questo vuol dire che prima di tutto vogliamo raccontare storie di persone, con paure e speranze reali, in cui il lettore possa identificarsi. Questo ha comportato uno studio importante della mitologia demoniaca esistente e uno sforzo enorme per creare i nostri demoni legandoli al cuore delle nostre storie: i demoni, sono figli degli esseri umani.
A Dicembre 2019 e Marzo 2020 sono state organizzate a Roma presso Cart Gallery due mostre collettive, entrambe a cura di Adriana Farina, la prima intitolata Samuel Stern e i suoi demoni mentre la seconda, Bugs e Samuel Stern in mostra.
Nel 2020 viene pubblicato il primo albo della prima collana spin-off, Samuel Stern Extra, mentre nel 2021 sono pubblicati il primo albo della seconda collana spin-off, Racconti dal Derryleng, e la versione a colori da libreria del primo albo Il nuovo incubo. Nel 2023 viene pubblicato il primo albo della serie spin-off Singularity dedicata all'agenzia specializzata nel gestire il paranormale introdotta nel settimo albo della serie madre.
Nel 2021 la serie inizia ad essere stampata anche in Danimarca e in Brasile tramite le case editrici Shadow Zone e Graphite Editora.
Nel 2023 viene pubblicato il volume 16X21 – L’Era dei bonellidi contenente un fumetto scritto da Giovanni Barbieri e disegnato da Fabio D’Auria in cui Samuel Stern incontra Desdesmona Metus e Samuel Sand.
Nell'ottobre del 2024, dopo 59 numeri, Marco Savegnago subentra a Massimiliano Filadoro come curatore della testata.

## Trama
Nel cuore di ogni essere umano c’è un’oscurità profonda, buia e spaventosa. In quel luogo si spegne ogni ricordo della luce del giorno e con esso ogni aspettativa di speranza. L’essere umano diventa estraneo a sé stesso e la Morte sembra il male minore. In quel vuoto dell’anima, a volte entra qualcosa. Qualcosa di antico e innominabile combattuto dagli uomini sacri delle varie tradizioni. Coloro che, spezzati dalla vita, gettati nell’Abisso, hanno avuto la forza di tornare, guardare in faccia i propri demoni e combattere quelli altrui. Questa è la storia di uno di quegli uomini: Samuel Stern.

## Personaggi
- Samuel Stern: è un libraio di Edimburgo con un fiuto particolare per accedere all’Ombra delle persone, angolo dell’animo umano capace di generare demoni.
- Padre Duncan O' Connor: prete cattolico, è amico e confidente di Samuel con cui ha un legame molto forte.
- Angus Derryleng: socio di Samuel nella gestione della sua libreria, la Derryleng Bookshop.
- Penelope "Penny" Campbell: proprietaria di un'officina, è la migliore amica di Samuel.
- Foster Cranna: ispettore di polizia della città di Stirling che ha conosciuto Samuel durante un caso.

## Pubblicazioni

### Serie regolare
Tutte le copertine sono realizzate da un trio di autori: Valerio Piccioni (layout), Maurizio Di Vincenzo (illustrazione) ed Emiliano Tanzillo (colorazione). La grafica è curata da Paolo Altibrandi.
| Nr. | Data           | Titolo                          | Soggetto e sceneggiatura                                    | Disegni                  |
| --- | -------------- | ------------------------------- | ----------------------------------------------------------- | ------------------------ |
| 1   | Novembre 2019  | Il nuovo incubo                 | Gianmarco Fumasoli e Massimiliano Filadoro                  | Luigi Formisano          |
| 2   | Dicembre 2019  | Il Mausoleo nero                | Gianmarco Fumasoli e Massimiliano Filadoro                  | Luca Lamberti            |
| 3   | Gennaio 2020   | Legione                         | Gianmarco Fumasoli e Massimiliano Filadoro                  | Marco Perugini           |
| 4   | Febbraio 2020  | L'isola dei Perduti             | Gianmarco Fumasoli e Massimiliano Filadoro                  | Ludovica Ceregatti       |
| 5   | Marzo 2020     | La fine della coscienza         | Gianmarco Fumasoli e Massimiliano Filadoro                  | Luca Colandrea           |
| 6   | Aprile 2020    | Valery                          | Luca Blengino                                               | Riccardo Randazzo        |
| 7   | Maggio 2020    | L'agenzia                       | Gianmarco Fumasoli, Massimiliano Filadoro e Marco Savegnago | Paolo Antiga             |
| 8   | Giugno 2020    | Il secondo girone               | Andrea Guglielmino                                          | Stefano Manieri          |
| 9   | Luglio 2020    | Il Mistico                      | Davide La Rosa                                              | Luigi Zagaria            |
| 10  | Agosto 2020    | L'altro inferno                 | Massimiliano Filadoro                                       | Annapaola Martello       |
| 11  | Settembre 2020 | L'abisso                        | Gianmarco Fumasoli, Massimiliano Filadoro e Marco Savegnago | Lisa Salsi               |
| 12  | Ottobre 2020   | La casa delle farfalle          | Gianmarco Fumasoli, Massimiliano Filadoro e Marco Savegnago | Salvo Coniglione         |
| 13  | Novembre 2020  | Tra due mondi                   | Gianmarco Fumasoli, Massimiliano Filadoro e Marco Savegnago | Marco Perugini           |
| 14  | Dicembre 2020  | Simulacra                       | Gianmarco Fumasoli, Massimiliano Filadoro e Marco Savegnago | Matteo Mosca             |
| 15  | Gennaio 2021   | Nel profondo                    | Francesco Vacca                                             | Pietro Vitrano           |
| 16  | Febbraio 2021  | Il processo Stern               | Francesco Vacca                                             | Luigi Formisano          |
| 17  | Marzo 2021     | Il regno                        | Massimiliano Filadoro e Marco Savegnago                     | Vincenzo Acunzo          |
| 18  | Aprile 2021    | Nella gabbia                    | Marco Scali                                                 | Ludovica Ceregatti       |
| 19  | Maggio 2021    | I sotterranei di Edimburgo      | Gianmarco Fumasoli, Massimiliano Filadoro e Marco Savegnago | Antonio Mlinaric         |
| 20  | Giugno 2021    | La casa dei sospiri             | Luca Blengino                                               | Nicolò Palmisciano       |
| 21  | Luglio 2021    | Il demone che cadde sulla terra | Gianmarco Fumasoli, Massimiliano Filadoro e Marco Savegnago | Luigi Zagaria            |
| 22  | Agosto 2021    | Storia di un angelo             | Massimiliano Filadoro e Marco Savegnago                     | Stefano Manieri          |
| 23  | Settembre 2021 | Il bene più grande              | Gianmarco Fumasoli, Massimiliano Filadoro e Marco Savegnago | Luca Lamberti            |
| 24  | Ottobre 2021   | Duncan                          | Gianmarco Fumasoli, Massimiliano Filadoro e Marco Savegnago | Luca Lamberti            |
| 25  | Novembre 2021  | L'angelo del focolare           | Antonella Liverano Moscoviti                                | Lisa Salsi               |
| 26  | Dicembre 2021  | Il figliol prodigo              | Gianmarco Fumasoli                                          | Pietrantonio Bruno       |
| 27  | Gennaio 2022   | Il quinto comandamento          | Andrea Guglielmino                                          | Annapaola Martello       |
| 28  | Febbraio 2022  | London calling                  | Gianmarco Fumasoli, Massimiliano Filadoro e Marco Savegnago | Giampiero Wallnofer      |
| 29  | Marzo 2022     | Le anime morte                  | Massimiliano Filadoro                                       | Luigi Formisano          |
| 30  | Aprile 2022    | La crepa                        | Gianmarco Fumasoli e Marco Savegnago                        | Luca Colandrea           |
| 31  | Maggio 2022    | Il corpo e il sangue            | Marco Savegnago                                             | Vincenzo Acunzo          |
| 32  | Giugno 2022    | Il sangue dei martiri           | Massimiliano Filadoro e Marco Savegnago                     | Adriana Farina           |
| 33  | Luglio 2022    | I giochi di Barney              | Gianmarco Fumasoli, Massimiliano Filadoro e Marco Savegnago | Pierluigi Minotti        |
| 34  | Agosto 2022    | I giostrai dell'apocalisse      | Massimiliano Filadoro e Marco Savegnago                     | Enrico Fregolent         |
| 35  | Settembre 2022 | La setta                        | Gianmarco Fumasoli, Massimiliano Filadoro e Marco Savegnago | Yuri A. Di Curzio        |
| 36  | Ottobre 2022   | L'uomo del buio                 | Massimiliano Filadoro e Marco Savegnago                     | Antonello Catalano       |
| 37  | Novembre 2022  | Il rito                         | Massimiliano Filadoro e Marco Savegnago                     | David Ferracci           |
| 38  | Dicembre 2022  | La chiave dell'abisso           | Massimiliano Filadoro                                       | Lisa Salsi               |
| 39  | Gennaio 2023   | Una prigione di carne           | Gianmarco Fumasoli                                          | Daniele Miano            |
| 40  | Febbraio 2023  | Spiriti sulla pelle             | Antonella Liverano Moscoviti                                | Francesca Biscotti       |
| 41  | Marzo 2023     | Anna                            | Gianmarco Fumasoli, Massimiliano Filadoro e Marco Savegnago | Jacopo Cigarini          |
| 42  | Aprile 2023    | Terapia di gruppo               | Massimiliano Filadoro e Marco Savegnago                     | Andrea Scalmazzi         |
| 43  | Maggio 2023    | Nero                            | Gianmarco Fumasoli e Marco Savegnago                        | Giada Belviso            |
| 44  | Giugno 2023    | Colline come elefanti           | Massimiliano Filadoro e Marco Savegnago                     | Annapaola Martello       |
| 45  | Luglio 2023    | Ritorno al girone               | Andrea Guglielmino                                          | Stefano Manieri          |
| 46  | Agosto 2023    | Samael                          | Gianmarco Fumasoli, Massimiliano Filadoro e Marco Savegnago | Antonello Catalano       |
| 47  | Settembre 2023 | Il cavallo nero                 | Massimiliano Filadoro e Marco Savegnago                     | Alberto Canale           |
| 48  | Ottobre 2023   | La cella                        | Massimiliano Filadoro, Marco Savegnago e Gianmarco Fumasoli | Yuri A. Di Curzio        |
| 49  | Novembre 2023  | Madison                         | Massimiliano Filadoro, Marco Savegnago e Gianmarco Fumasoli | Chiara Accolli           |
| 50  | Dicembre 2023  | Il cavallo bianco               | Massimiliano Filadoro e Marco Savegnago                     | Giampiero Wallnofer      |
| 51  | Gennaio 2024   | Il cavallo verde                | Massimiliano Filadoro e Marco Savegnago                     | Stefano Palma            |
| 52  | Febbraio 2024  | Il padre                        | Massimiliano Filadoro, Marco Savegnago e Gianmarco Fumasoli | Daniele Miano            |
| 53  | Marzo 2024     | Il cavallo rosso                | Massimiliano Filadoro e Marco Savegnago                     | Leonardo Marcello Grassi |
| 54  | Aprile 2024    | Il figlio dell'abisso           | Massimiliano Filadoro e Marco Savegnago                     | Lisa Salsi               |
| 55  | Maggio 2024    | Tra le ombre e la luce          | Gianmarco Fumasoli                                          | Francesca Biscotti       |
| 56  | Giugno 2024    | Le bestie trionfanti            | Massimiliano Filadoro                                       | David Ferracci           |
| 57  | Luglio 2024    | Apocalisse!                     | Massimiliano Filadoro                                       | Gian Marco De Francisco  |
| 58  | Agosto 2024    | Il palazzo della memoria        | Massimiliano Filadoro                                       | Antonio Mlinaric         |
| 59  | Settembre 2024 | Un mondo di demoni              | Massimiliano Filadoro                                       | Antonio Mlinaric         |
| 60  | Ottobre 2024   | Sconosciuto                     | Gianmarco Fumasoli                                          | Antonello Catalano       |
| 61  | Novembre 2024  | La forma del male               | Marco Savegnago                                             | Adriana Farina           |
| 62  | Dicembre 2024  | Ancora uno                      | Andrea Guglielmino                                          | Sara Scalia              |
| 63  | Gennaio 2025   | Ritorno a casa                  | Marco Scali                                                 | Giorgia Rosati           |
| 64  | Febbraio 2025  | L'assedio                       | Leonardo Cantone                                            | Alberto Campodell'orto   |
| 65  | Aprile 2025    | L'ospite                        | Gianmarco Fumasoli                                          | Luca Colandrea           |
| 66  | Giugno 2025    | Fuori dall'incubo               | Marco Savegnago                                             | Alessia De Sio           |

### Samuel Stern Extra
Albi annuali da 128 pagine. Tutte le copertine sono realizzate da Elena Casagrande.
| Nr. | Anno | Titolo             | Soggetto e sceneggiatura                                                                   | Disegni                                                                                     |
| --- | ---- | ------------------ | ------------------------------------------------------------------------------------------ | ------------------------------------------------------------------------------------------- |
| 1   | 2020 | Come nasce un eroe | Gianmarco Fumasoli, Massimiliano Filadoro, Marco Savegnago e Adriana Farina                | Valerio Piccioni, Maurizio Di Vincenzo, Alessio Maruccia, Adriana Farina e Antonio Mlinaric |
| 2   | 2021 | I 4 cavalieri      | Massimiliano Filadoro, Antonella Liverano Moscoviti, Andrea Guglielmino e Marco Savegnago  | Fabio Punk Baldolini, Fabio Ramacci, Riccardo Frezza e Antonello Catalano                   |
| 3   | 2022 | Epiloghi           | Massimiliano Filadoro, Gianmarco Fumasoli Marco Savegnago, Luca Blengino e Francesco Vacca | Stefano Manieri, Riccardo Randazzo, Nicolò Palmisciano e Pietro Vitrano                     |

### Racconti dal Derryleng
Serie semestrale antologica caratterizzata da storie brevi contenute da una cornice con protagonista Angus Derryleng. I prima quattro albi hanno una foliazione di 128 pagine contenenti una selezione di storie provenienti dalla rivista "Mostri" edita dalla Bugs Comics mentre dal quinto la foliazione diventa di 112 pagine e i racconti sono inediti.
Tutte le copertine sono realizzate da Fernando Proietti.
| Vol. | Data          | Titolo                        | Soggetto e sceneggiatura                   | Disegni                              |
| ---- | ------------- | ----------------------------- | ------------------------------------------ | ------------------------------------ |
| I    | Maggio 2021   | Racconti dal Derryleng I      | Massimiliano Filadoro e Marco Savegnago    | Alessio Maruccia                     |
| I    | Maggio 2021   | Elsie                         | Massimiliano Filadoro                      | Cristian Di Clemente                 |
| I    | Maggio 2021   | Ballo di nozze                | Giuseppe Ferrara                           | Cristian Di Clemente                 |
| I    | Maggio 2021   | Burocrazia                    | Gianmarco Fumasoli                         | Riccardo Latina                      |
| I    | Maggio 2021   | Nouvelle Cuisine              | Gianmarco Fumasoli                         | Giampiero Wallnofer                  |
| I    | Maggio 2021   | Denti da latte                | Sergio Badino e Andrea Guglielmino         | Quirino Calderone                    |
| I    | Maggio 2021   | Viaggio verso casa            | Marco Scali                                | Umberto Giampà                       |
| I    | Maggio 2021   | Cena di fidanzamento          | Andrea Guglielmino                         | Riccardo Frezza                      |
| I    | Maggio 2021   | Tenta la fortuna              | Marco Scali                                | Giorgio Spalletta                    |
| I    | Maggio 2021   | Natasha                       | Alex Crippa                                | Dario Tallarico                      |
| II   | Novembre 2021 | Racconti dal Derryleng II     | Massimiliano Filadoro e Marco Savegnago    | Federico Perrone                     |
| II   | Novembre 2021 | The greatest show on heart    | Gianmarco Fumasoli                         | Giancarlo Caracuzzo                  |
| II   | Novembre 2021 | We're zombie family           | Gianmarco Fumasoli                         | Andrea Olimpieri                     |
| II   | Novembre 2021 | Condominium                   | Massimiliano Filadoro                      | Alessio Maruccia                     |
| II   | Novembre 2021 | Con il sorriso sulle labbra   | Marco Scali                                | Pierluigi Minotti                    |
| II   | Novembre 2021 | I figli di San Grimorio       | Massimiliano Filadoro                      | Antonio De Luca                      |
| II   | Novembre 2021 | Krum & Kubrat                 | Luca Ruocco                                | Francesco Dossena                    |
| II   | Novembre 2021 | Le esequie durature           | Giuseppe Congedo                           | Riccardo Frezza                      |
| II   | Novembre 2021 | Maledetta                     | Andrea Cavaletto                           | Marcello Mangiantini                 |
| II   | Novembre 2021 | Il custode                    | Marco Scali                                | Antonio De Luca                      |
| III  | Maggio 2022   | Racconti dal Derryleng III    | Massimiliano Filadoro e Marco Savegnago    | Federico Perrone                     |
| III  | Maggio 2022   | Attanasius Klatt              | Massimiliano Filadoro                      | Elena Casagrande                     |
| III  | Maggio 2022   | Monstreaming                  | Alex Crippa                                | Francesca Vartuli                    |
| III  | Maggio 2022   | Caramelle per Halloween       | Giuseppe Congedo                           | Alessio Maruccia                     |
| III  | Maggio 2022   | Skinny                        | Massimiliano Filadoro                      | Dario Tallarico                      |
| III  | Maggio 2022   | Outpost 31                    | Gianmarco Fumasoli                         | Andrea Olimpieri                     |
| III  | Maggio 2022   | Mr. Babau                     | Andrea Guglielmino                         | Alessio Maruccia                     |
| III  | Maggio 2022   | Il terrore di John Brigham    | Andrea Cavaletto                           | Marcello Mangiantini                 |
| III  | Maggio 2022   | Ex-Machina                    | Mauro Falchetti                            | Alessio Maruccia                     |
| III  | Maggio 2022   | La voce del padrone           | Giuseppe Congedo                           | Fernando Proietti                    |
| IV   | Dicembre 2022 | Racconti dal Derryleng IV     | Massimiliano Filadoro e Marco Savegnago    | Federico Perrone                     |
| IV   | Dicembre 2022 | Myda’s restaurant             | Andrea Guglielmino                         | Dario Tallarico                      |
| IV   | Dicembre 2022 | L’ho visto per primo          | Luca Ruocco                                | Pietrantonio Bruno                   |
| IV   | Dicembre 2022 | Terza età                     | Gianmarco Fumasoli                         | Alessio Maruccia                     |
| IV   | Dicembre 2022 | Amore materno                 | Gianmarco Fumasoli                         | David Ferracci                       |
| IV   | Dicembre 2022 | Io ti amo e tu mi guarisci    | Bruno Letizia                              | Francesca Vartuli                    |
| IV   | Dicembre 2022 | Il grande sogno               | Adriano Barone                             | Pierluigi Minotti                    |
| IV   | Dicembre 2022 | Quel che vediamo              | Massimiliano Filadoro                      | Dario Tallarico                      |
| IV   | Dicembre 2022 | Krampus                       | Andrea Guglielmino                         | Riccardo Latina e Valentina Bianconi |
| IV   | Dicembre 2022 | Regalo d’anniversario         | Alissa Barone                              | Antonio De Luca                      |
| V    | Giugno 2023   | Racconti dal Derryleng V      | Marco Savegnago                            | Federico Perrone                     |
| V    | Giugno 2023   | Il sorriso di Matka           | Andrea Guglielmino                         | Francesco Lo Storto                  |
| V    | Giugno 2023   | Una buona storia              | Simone Fiocco                              | Riccardo Frezza                      |
| V    | Giugno 2023   | Doppio malto                  | Giuseppe Congedo                           | Luca Lamberti                        |
| V    | Giugno 2023   | Food Delivery                 | Simone Fiocco                              | Giuseppe Latanza                     |
| V    | Giugno 2023   | Il cuore del faraone          | Simone Di Matteo                           | Alessio Maruccia                     |
| V    | Giugno 2023   | Alla luce di una stella morta | Massimiliano Filadoro e Gianmarco Fumasoli | Andrea Olimpieri                     |
| V    | Giugno 2023   | Bambini speciali              | Gianmarco Fumasoli                         | Claudia Balboni                      |
| V    | Giugno 2023   | Vendetta!                     | Gianmarco Fumasoli                         | Vincenzo Acunzo                      |

### Singularity
Spin-off annuale da 158 pagine dedicato all'agenzia che si occupa del paranormale incontrata da Samuel Stern nella serie regolare.
| Nr. | Mese        | Titolo    | Soggetto e sceneggiatura | Disegni           | Copertina     |
| --- | ----------- | --------- | ------------------------ | ----------------- | ------------- |
| 1   | Aprile 2023 | Tentacoli | Gianmarco Fumasoli       | Salvatore Cuffari | Federico Mele |

### Volumi
| Nr. | Mese         | Titolo                              | Soggetto e sceneggiatura                   | Disegni                                                                       | Colori        | Copertina                                                                     |
| --- | ------------ | ----------------------------------- | ------------------------------------------ | ----------------------------------------------------------------------------- | ------------- | ----------------------------------------------------------------------------- |
| 1   | Ottobre 2021 | Il nuovo incubo                     | Gianmarco Fumasoli e Massimiliano Filadoro | Luigi Formisano                                                               | Antonio Antro | Valerio Piccioni, Maurizio Di Vincenzo ed Emiliano Tanzillo                   |
| 2   | Maggio 2022  | Samuel Stern – Le cover dell’incubo | Gianmarco Fumasoli                         | Paolo Altibrandi, Valerio Piccioni, Maurizio Di Vincenzo ed Emiliano Tanzillo | n/a           | Paolo Altibrandi, Valerio Piccioni, Maurizio Di Vincenzo ed Emiliano Tanzillo |
| 3   | Giugno 2022  | Valery                              | Luca Blengino                              | Riccardo Randazzo                                                             | Antonio Antro | Valerio Piccioni, Maurizio Di Vincenzo ed Emiliano Tanzillo                   |
| 4   | Marzo 2024   | Samuel Stern – L’arte dell’incubo   | Gianmarco Fumasoli                         | AA. VV.                                                                       | n/a           | Paolo Altibrandi                                                              |
| 5   | Ottobre 2024 | Il canto di Natale                  |                                            |                                                                               |               |                                                                               |

### Varie
| Nr. | Anno | Titolo                     | Autore |
| --- | ---- | -------------------------- | --- |
| 1   | 2021 | Samuel Stern Portfolio 001 | Antonio Mlinaric |
| 2   | 2022 | Il terribile dimonio       | Giangiangio Sniffasoli, Lucignolo Stincorelli, Paolo Altibrandi e Lucignolo Stincorelli                                                            |
| 3   | 2022 | Fun club                   | Gianmarco Fumasoli (soggetto e sceneggiatura), Pietro Vitrano (disegni), Antonio Mlinaric (copertina) e Stefano Manieri (colori copertina)         |
| 4   | 2023 | Samuel Stern Portfolio 002 | Lisa Salsi |
| 5   | 2023 | Generi vol.1               | Massimiliano Filadoro e Marco Scali (sceneggiatura); Adriana Farina, Francesca Biscotti e Andrea Menichini (disegni); Federico Perrone (copertina) |
| 6   | 2024 | Generi vol.2               | |

## Riconoscimenti
In occasione dell'edizione 2020 di Etna Comics, la serie ha ricevuto il Premio Speciale MegaNerd – Rivelazione dell’Anno.
La serie riceve il premio "Fede a Strisce 2020" per il personaggio di Padre Duncan.
In occasione dell'edizione 2022 di Cassino Fantastica, la serie e Massimiliano Filadoro sono stati insigniti rispettivamente con i premi "Lorenzo Bartoli" alla Miglior serie o miniserie a fumetti e al Miglior scrittore.
Nel febbraio 2025, Samuel Stern viene premiato come "Miglior fumetto seriale 2024" dai lettori del magazine uBC Fumetti.